# Coelogyne pulverula
Coelogyne pulverula Teijsm. & Binn., 1862 è una pianta della famiglia delle Orchidacee originaria del Sud-est asiatico.

## Descrizione
È un'orchidea di taglia medio-grande a comportamento epifita o litofita. C. pulverula presenta pseudobulbi addensati, di forma da ovoidale a ovoidale-oblunga, scanalati superficialmente che portano al loro apice 2 foglie picciolate, piuttosto rigide, di forma da oblanceolata a lungamente ellittica, ad apice acuto, plicate, dotate di 7-9 nervature. 
La fioritura avviene in primavera mediante un'infiorescenza racemosa, pendula,  lunga fino ad un metro, avvolta da bratte basali molto embricate e portante fino ad un massimo di 60 fiori distanziati circa 2.5 centimetri, che si aprono simultaneamente. I fiori sono grandi da 5 a 6 centimetri, hanno petali e sepali di forma strettamente lanceolata, di colore che varia dal verde chiaro al rosso chiaro, mentre il labello è trilobato coi 2 lobi laterali rialzati, variegato di bianco e rosso.

## Distribuzione e habitat
Pianta originaria dell'Asia del sudest, in particolare della Malaysia peninsulare, di Thailandia, Borneo, Giava e Sumatra, dove cresce dalle foreste pluviali di pianura fino alle foreste montane. Può avere comportamento epifita su tronchi e rami principali di alberi spesso posti presso torrenti, oppure litofita su rocce e scogliere. Si trova ad altitudini comprese tra 250 e 1900 metri sul livello del mare.

## Coltivazione
Queste piante sono meglio coltivate in vaso, in terreno di media consistenza e ben drenato, come le cortecce d'abete. Richiedono una posizione in ombra, temendo la piena luce del sole con temperature calde per tutto il corso dell'anno, in particolare durante la fioritura..